# Alisa Kolosova
Alisa Kolosova   (Moscou, 29 de juliol de 1987) (rus: Алиса Владимировна Колосова) és una mezzosoprano russa.
Kolosova va estudiar música a partir dels cinc anys, centrada en el cant coral i el piano, després es va inscriure en l'Acadèmia Russa d'Arts del Teatre el 2004, on va estudiar amb Ievgeny Zhuravkin. El 2005, va iniciar estudis en el Col·legi Acadèmic de Música del Conservatori Estatal de Moscou, on va rebre classes magistrals amb Makvala Kasrashvili, Serguei Leiferkus, Thomas Quasthoff i Christa Ludwig.
Va ser semifinalista del Concurs Internacional de Cant Hans Gabor Belvedere de Viena l'any 2007 i finalista de la Competizione dell’Opera, celebrada a Dresden, Alemanya, l'any 2008. Va ser guardonada amb el premi especial del jurat al Concurs Francesc Viñas de Barcelona, i al Concurs Tibor Varga de Suïssa el 2009. L'octubre de 2009, es va incorporar a l'Atelier Lyrique de l'Òpera de París i, posteriorment, va actuar amb l'Òpera de París moltes vegades.
La consagració de Kolosova es va produir el 2010 al Festival de Salzburg, on va interpretar La Betulia liberata de Mozart, dirigida per Riccardo Muti. Des de llavors, ha actuat amb les principals orquestres i companyies d'òpera d'arreu del món i va ser membre del conjunt de l'Òpera Estatal de Viena del 2011 al 2014. El 2015, va ser nominada al Warner Música Prize.